# District de Kanniyakumari
Le district de Kanniyakumari est un district de l'État du Tamil Nadu, dans le sud de l'Inde. Sa capitale est Nagercoil.

## Géographie
La superficie du district est de  1 684 km2. En 2011, il comptait 1 870 374 habitants.

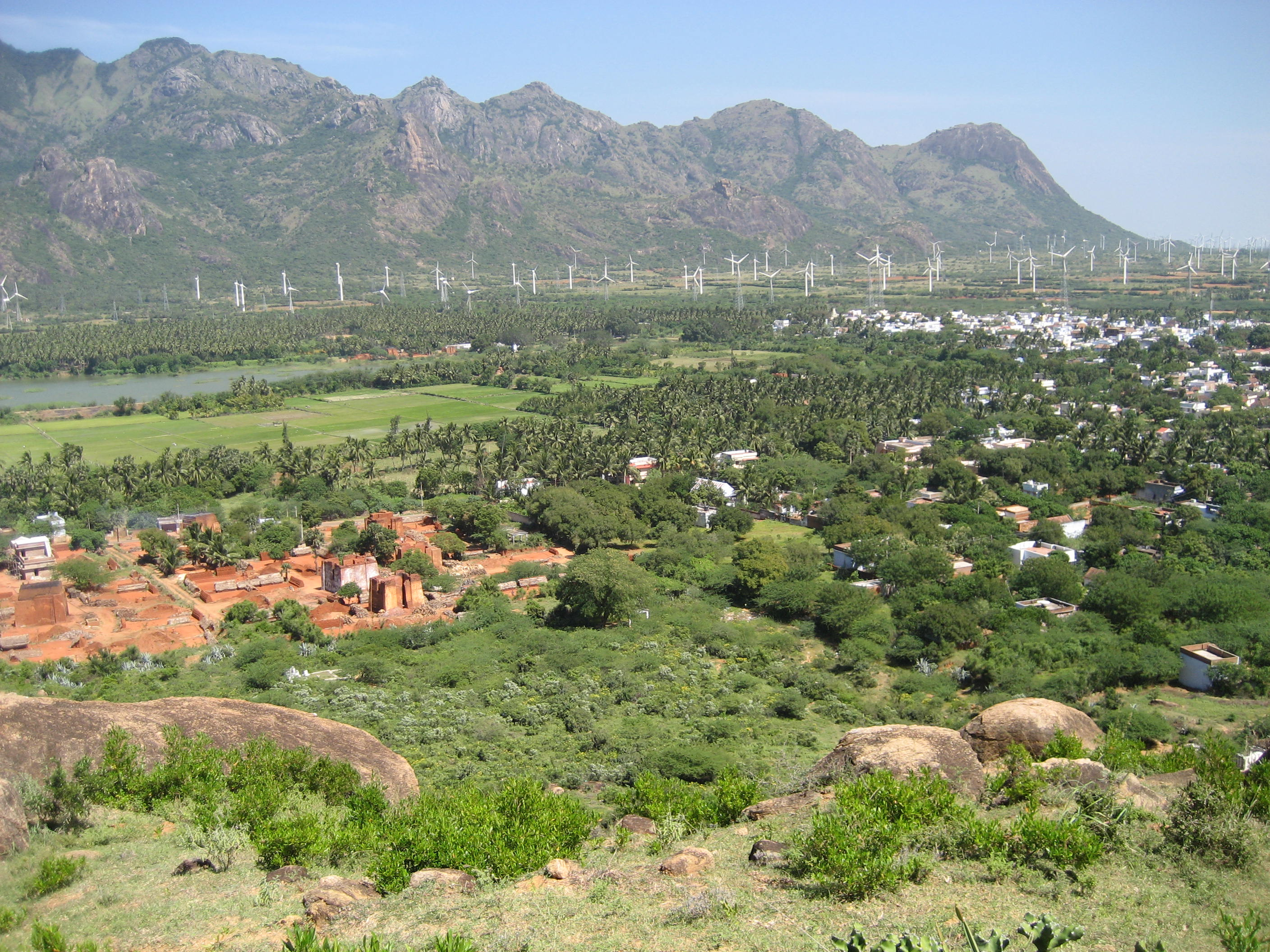
Vue d'Aralvaimozhi (en) depuis le temple Murugan sur le mont Chekkar Giri.
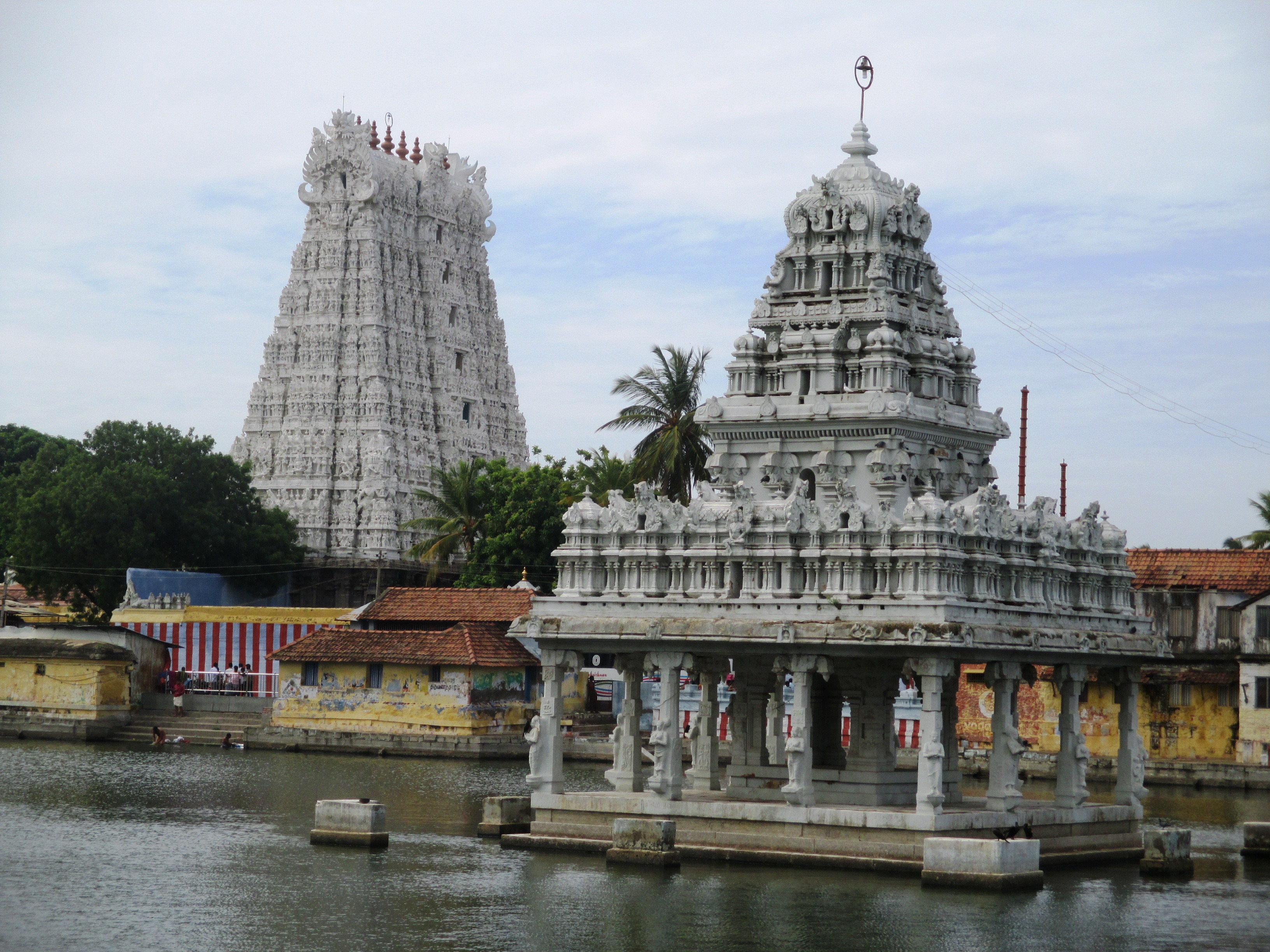
Le temple Thanumalayan à Suchindram (en), temple shivaïte dédiée à la Trimurti.

## Personnalités
- Sivan Kailasavadivoo, scientifique spatial indien
- Kumari Ananthan, homme politique indien
- Tamilisai Soundararajan, femme politique indienne, ancienne gouverneure des États et Territoires du Telangana et de Pondichéry